# Epifiza
Epifiza ili pinealna žlijezda (lat. Glandula pinealis) je mala endokrina žlijezda u mozgu, smještena između moždanih hemisfera. Ova je žlijezda kod čovjeka veličine zrna graška. Epifiza luči hormon melatonin koji regulira budnost i spavanje. Melatonin kod životinja ima ulogu u reguliranju spolnog nagona, ponašanja, rasta krzna, kamuflaže i zimskog sna. Glavne stanice epifize koje luče hormon zovu se pinealociti.